# Conseil des Cent

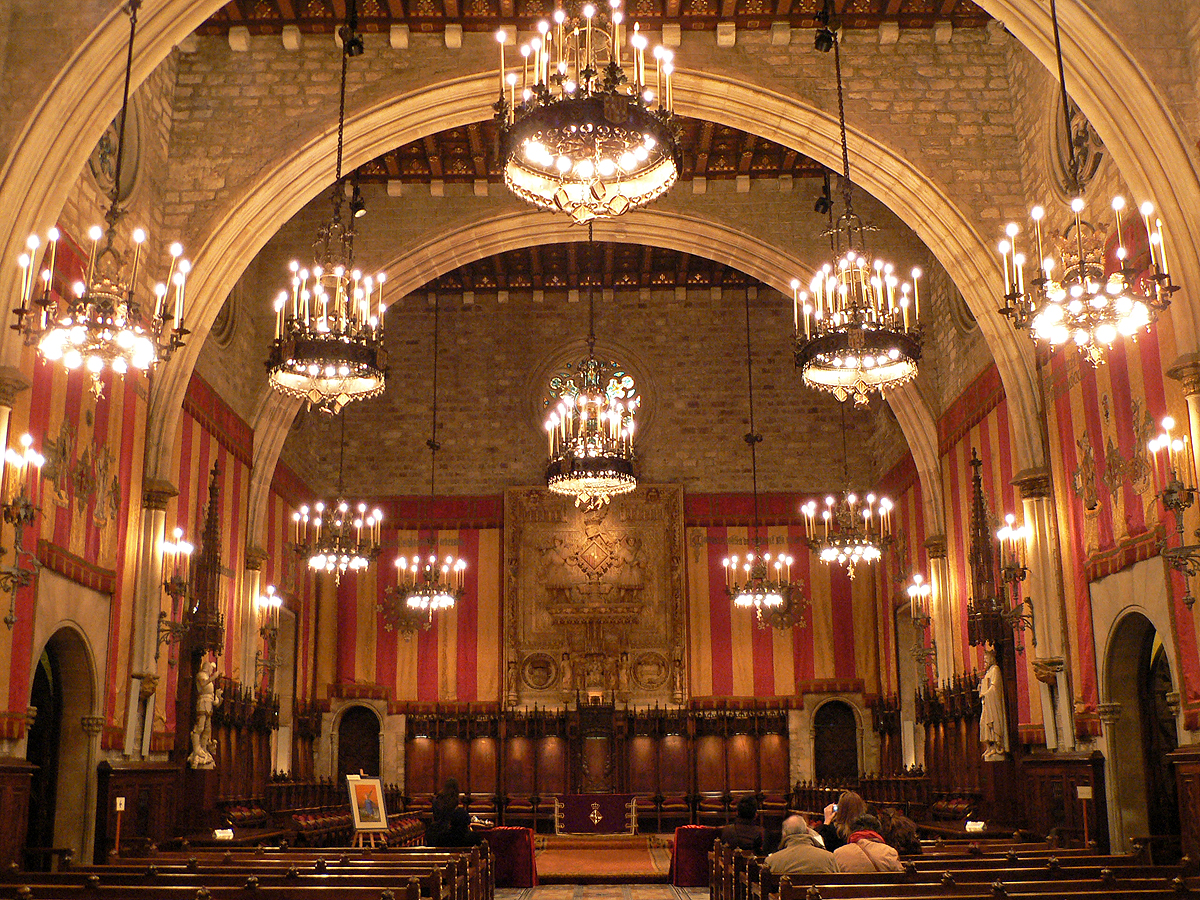
Salon du Conseil des Cent

Le Conseil des Cent (Consell de Cent en catalan) est une institution de la ville de Barcelone. L'institution tire son nom du nombre de membres qui la composent.
Elle est créée en 1249 par le roi d'Aragon Jacques Ier le Conquérant, sous la forme d'un conseil de 4 membres, assistés de 8 conseillers et d'une assemblée de probi homines. À partir de 1265, l'autorité municipale est représentée par 3 conseillers élus par un conseil de 100 membres.
Les décisions du Conseil sont importantes. Ainsi, en 1464, en pleine guerre civile catalane, le Conseil n'hésite pas à accorder le titre de comte de Barcelone au connétable de Portugal Pierre de Coimbra contre la volonté de Jean II d'Aragon. En une autre occasion, le Conseil n'hésite pas à refuser le privilège octroyé par le roi Martin Ier l'Humain à la nouvelle université de médecine de Barcelone, privilège calqué sur celui dont bénéficie celle de Montpellier.
Le Conseil des Cent est aboli en 1716 par le roi Philippe V d'Espagne au lendemain de la guerre de succession. Cette abolition est officialisée par les décrets de Nueva Planta, qui visent à annuler l'ensemble des lois spécifiques à certains royaumes qui composent l'Espagne, dans le double but de punir ceux ayant soutenu Charles VI du Saint-Empire dans ses prétentions – comme c'est le cas des royaumes de la Couronne d'Aragon –  et d'appliquer au pays la tendance centralisatrice en vigueur dans le royaume de France, dont est issu le souverain espagnol.